# Bernard de Poitiers
Bernard I (zm. 844), hrabia Poitiers, brat Emenona, hrabiego Angoulême. Hrabia Poitiers od 840 r., nominowany na to stanowisko przez króla Karola Łysego.

## Życiorys
Bernard miał zastąpić poprzedniego hrabiego, Renalda. Sprzymierzył się z krewniakiem byłego hrabiego, Hervem, hrabią Herbauges, i wsparł go w jego wojnie z Lambertem I, hrabią Nantes. Bernard zginął podczas tej wojny w bitwie niedaleko Poitiers.
Bernard był żonaty z nieznaną z imienia córką Rorgona I, hrabiego Maine. Nic nie wiadomo o ich potomstwie.
Jego następcą jako hrabiego Poitiers został Ranulf I, późniejszy książę Akwitanii.